# Phare de Santa Marta
Pour l’article homonyme, voir Phare de Santa Marta (Brésil).
Le phare de Santa Marta  est un phare situé sur le Fort de Santa Marta (pt), qui se trouve dans la freguesia et municipalité de Cascais, dans le district de Lisbonne  (Région de Lisbonne-et-Val-de-Tage au Portugal).
Il est géré par l'autorité maritime nationale du Portugal à Oeiras (Grand Lisbonne).
Il est classé comme Immeuble d'intérêt public

## Histoire
La position stratégique à des fins militaires et à la navigation maritime fit que la Commission des phares, en 1864, préconisa l'installation d'une lumière au Fort de Santa Marta. En 1868, une petite tour a été construite pour porter un feu fixe directionnel rouge. En 1908, il a été remplacé par un objectif catadioptrique. En 1936, la tour a été relevée de 8 m à cause des constructions nouvelles aux alentours. Le phare a été électrifié en 1964 et automatisé entièrement entre 1980-81.
C'est une tour carrée en maçonnerie, avec lanterne et galerie double. La tour est blanche avec trois bandes horizontales bleues et la lanterne est peinte en rouge. La corne de brume émet un signal de 3 secondes toutes les 10 secondes.
Ce phare sert la navigation générale en baie de Lisbonne et sert aussi d'alignement, comme feu avant, avec le phare de Guia comme feu arrière.
En 2000, le service des phares a consenti à transmettre le phare à la ville de Cascais pour le développement d'un musée historique consacré tant au fort qu'au phare.
Identifiant : ARLHS : POR052 ; PT-195 - Amirauté : D2118 - NGA : 3388.

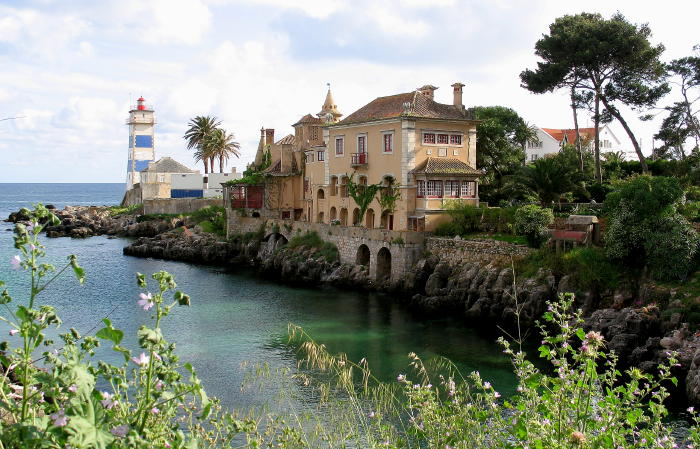
Cascais
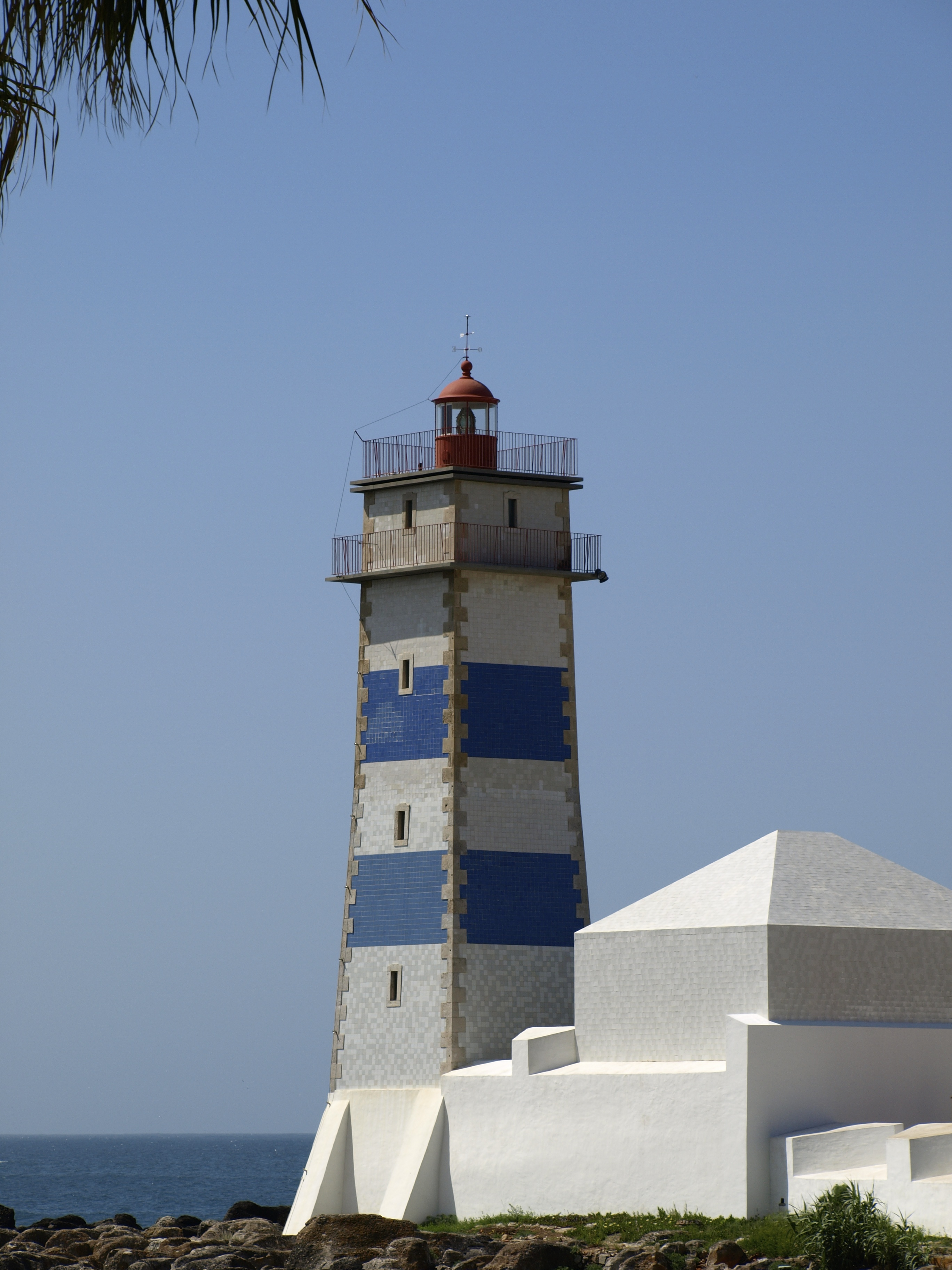
Le phare
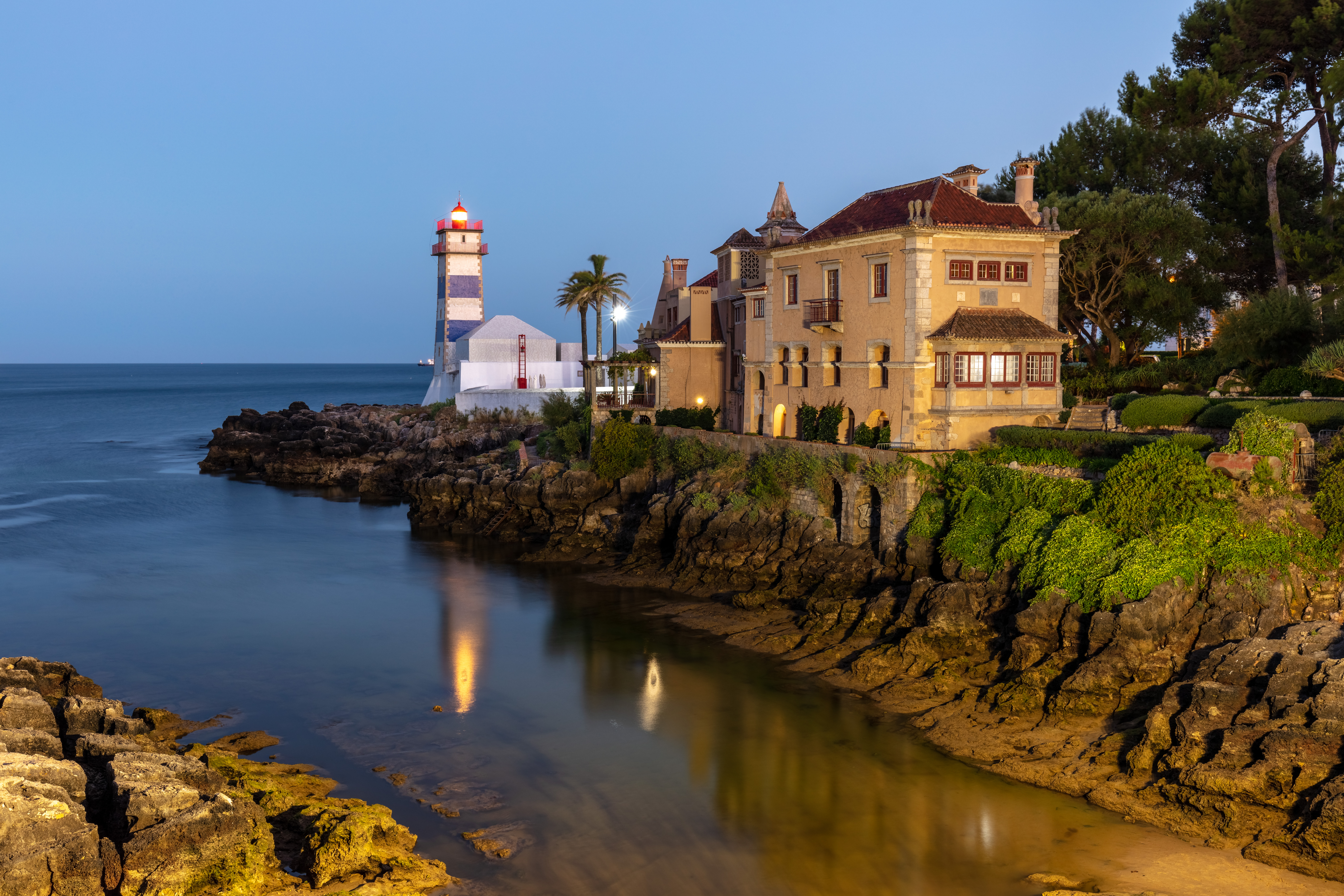
Le phare Santa Marta, à Cascais, sur l'estuaire du Tage. Juillet 2022.

### Lien connexe
- Liste des phares du Portugal